# Juno Award/Album of the Year
Die Juno Award für das Album of the Year („Album des Jahres“) werden jährlich von der Canadian Academy of Recording Arts and Sciences (CARA) für das beste Album aus Kanada vergeben. Der Award wird seit 1975 verliehen, lief aber zunächst unter dem Namen Best Selling Album (am besten verkaufte Album) von 1975 bis 1979. Anschließend erhielt der Preis seinen heutigen Namen, wurde jedoch von 1999 bis 2002 als Best Album vergeben. Ausgezeichnet wird der Künstler.

## Rekorde

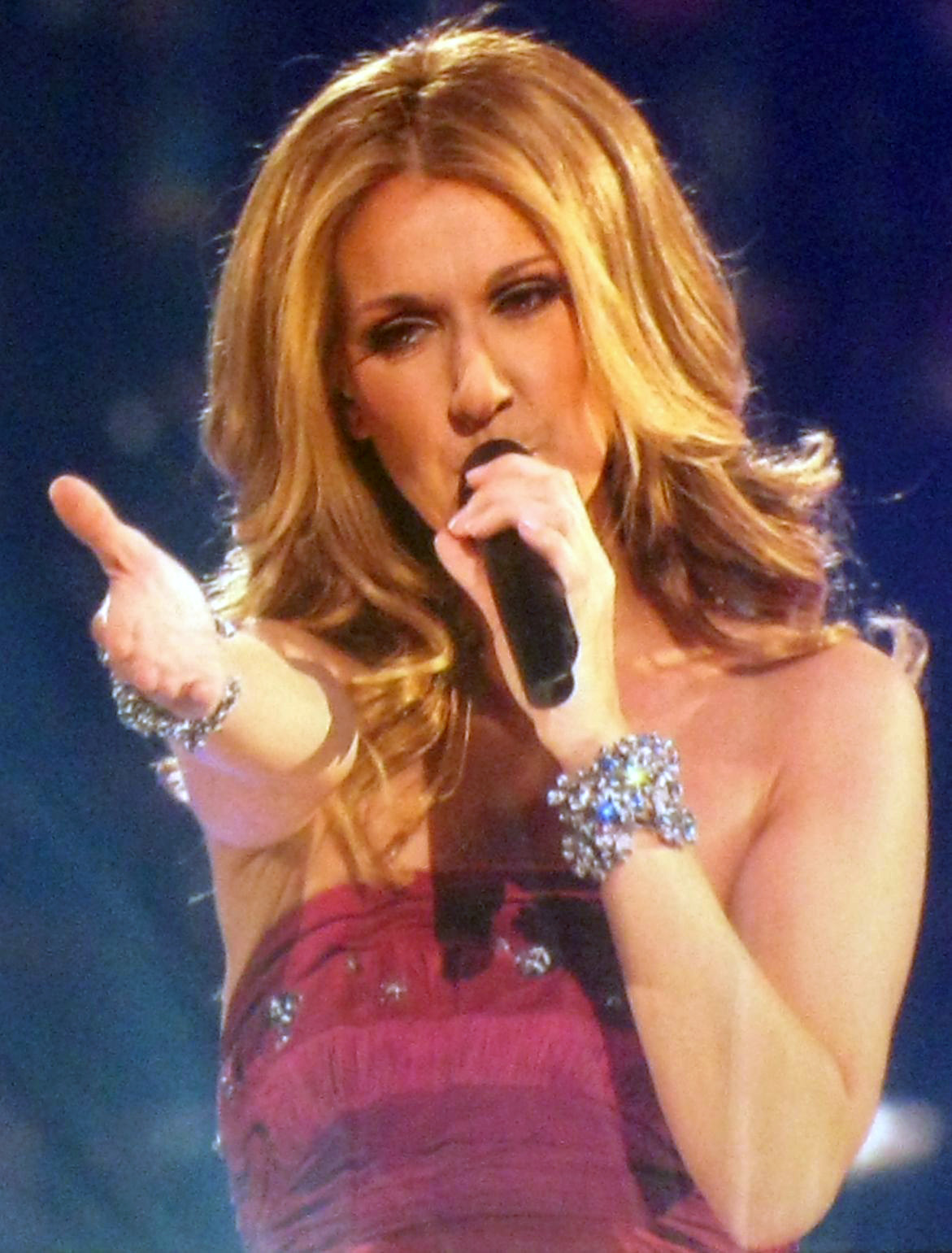
Celine Dion gewann den Award insgesamt drei Mal und wurde außerdem 12 mal nominiert.

Arcade Fire, Celine Dion, Michael Bublé und The Weeknd sind die Künstler mit den meisten Siegen. Dion ist mit 12 Nominierungen die am meisten nominierte Künstlerin.

## Übersicht

### 1974
Bei den Juno Awards 1974 wurde der Award nicht verliehen. Stattdessen wurden drei Künstler in verschiedenen Kategorien ausgezeichnet.
| Jahr | Award                          | Sieger                   | Album                    | Ref.  |
| ---- | ------------------------------ | ------------------------ | ------------------------ | ----- |
| 1974 | Contemporary Album of the Year | Bachman-Turner Overdrive | Bachman-Turner Overdrive | [ 1 ] |
| 1974 | Country Album of the Year      | Stompin’ Tom Connors     | To It and At It          | [ 2 ] |
| 1974 | Pop Music Album of the Year    | Anne Murray              | Danny's Song             | [ 3 ] |

### Best Selling Album (1975–1979)
| Year | Sieger                   | Album            | Nominierungen | Ref.  |
| ---- | ------------------------ | ---------------- | --- | ----- |
| 1975 | Bachman-Turner Overdrive | Not Fragile      | - Love Song – Anne Murray - Anka – Paul Anka - Best of The Guess Who, Volume 2 – The Guess Who                                                                                           | [ 4 ] |
| 1976 | Bachman-Turner Overdrive | Four Wheel Drive | - Stand Back – April Wine - Beau Dommage – Beau Dommage - Si on avait besoin d'une cinquième saison – Harmonium - Feelings – Paul Anka                                                   | [ 5 ] |
| 1977 | André Gagnon             | Neiges           | - Best of B.T.O. (So Far) – Bachman-Turner Overdrive - Head On – Bachman-Turner Overdrive - Stand Tall – Burton Cummings - Summertime Dream – Gordon Lightfoot - Dreamboat Annie – Heart | [ 6 ] |
| 1978 | Dan Hill                 | Longer Fuse      | - Le Saint Laurent – André Gagnon - My Own Way to Rock – Burton Cummings - A Farewell to Kings – Rush - The Best of The Stampeders – The Stampeders                                      | [ 7 ] |
| 1979 | Burton Cummings          | Dream of a Child | - 20 Country Classics – Carroll Baker - Endless Wire – Gordon Lightfoot - Hemispheres – Rush - Thick as Thieves – Trooper                                                                | [ 8 ] |

### Album of the Year (1980–1998)
| Jahr                               | Sieger             | Album                       | Nominierungen | Ref.   |
| ---------------------------------- | ------------------ | --------------------------- | --- | ------ |
| 1980                               | Anne Murray        | New Kind of Feeling         | - Armageddon – Prism - Hemispheres – Rush - Flying Colors – Trooper - Hot Shots – Trooper | [ 9 ]  |
| 1981                               | Anne Murray        | Anne Murray's Greatest Hits | - Woman Love – Burton Cummings - Uncut – Powder Blues Band - Young and Restless – Prism - Permanent Waves – Rush | [ 10 ] |
| 1982                               | Loverboy           | Loverboy                    | - The Nature of the Beast – April Wine - The Great White North – Bob and Doug McKenzie - Exit…Stage Left – Rush - Moving Pictures – Rush                                                                                  | [ 11 ] |
| 1983                               | Loverboy           | Get Lucky                   | - Aldo Nova – Aldo Nova - Christmas Wishes – Anne Murray - Turn It Loud – Headpins - Signals – Rush | [ 12 ] |
| 1984                               | Bryan Adams        | Cuts Like a Knife           | - Keep It Up – Loverboy - Hammer on a Drum – Payolas - Neruda – Red Rider - Grace Under Pressure – Rush | [ 13 ] |
| 1985                               | Bryan Adams        | Reckless                    | - Boy in the Box – Corey Hart - Black Cars – Gino Vannelli - Strange Animal – Gowan - Walkin' the Razor's Edge – Helix - Honeymoon Suite – Honeymoon Suite                                                                | [ 14 ] |
| 1986                               | Glass Tiger        | The Thin Red Line           | - The Big Prize – Honeymoon Suite - Lovin' Every Minute of It – Loverboy - Alien Shores – Platinum Blonde - Power Windows – Rush                                                                                          | [ 15 ] |
| 1987                               | Kim Mitchell       | Shakin' Like a Human Being  | - Into the Fire – Bryan Adams - Fields of Fire – Corey Hart - Great Dirty World – Gowan - Between the Earth & Sky – Luba                                                                                                  | [ 16 ] |
| No award ceremony was held in 1988 |                    |                             | |        |
| 1989                               | Robbie Robertson   | Robbie Robertson            | - Outskirts – Blue Rodeo - Diamond Sun – Glass Tiger - Racing After Midnight – Honeymoon Suite - Reasons to Believe – Rita MacNeil                                                                                        | [ 17 ] |
| 1990                               | Alannah Myles      | Alannah Myles               | - Rita – Rita MacNeil - Now the Bell Rings – Rita MacNeil - See the Light – The Jeff Healey Band - Victory Day – Tom Cochrane and Red Rider                                                                               | [ 18 ] |
| 1991                               | Céline Dion        | Unison                      | - Bodyrock – Lee Aaron - Les B.B. – Les B.B. - Home I'll Be – Rita MacNeil - Hell to Pay – The Jeff Healey Band | [ 19 ] |
| 1992                               | Tom Cochrane       | Mad Mad World               | - Waking Up the Neighbours – Bryan Adams - Highlights from Andrew Lloyd Webber's The Phantom of the Opera – The Original Canadian cast - The Ghosts That Haunt Me – Crash Test Dummies - Road Apples – The Tragically Hip | [ 20 ] |
| 1993                               | k.d. lang          | Ingénue                     | - Gordon – Barenaked Ladies - Lost Together – Blue Rodeo - Celine Dion – Celine Dion - Fully Completely – The Tragically Hip                                                                                              | [ 21 ] |
| 1994                               | Neil Young         | Harvest Moon                | - Rockinghorse – Alannah Myles - The Future – Leonard Cohen - I'll Always Be There – Roch Voisine - 12 Inches of Snow – Snow                                                                                              | [ 22 ] |
| 1995                               | Celine Dion        | The Colour of My Love       | - Five Days in July – Blue Rodeo - Fumbling Towards Ecstasy – Sarah McLachlan - North Country – The Rankin Family - Day for Night – The Tragically Hip                                                                    | [ 23 ] |
| 1996                               | Alanis Morissette  | Jagged Little Pill          | - D'eux – Celine Dion - The Woman in Me – Shania Twain - This Child – Susan Aglukark - Ragged Ass Road – Tom Cochrane | [ 24 ] |
| 1997                               | The Tragically Hip | Trouble at the Henhouse     | - Amanda Marshall – Amanda Marshall - Hi™ How Are You Today? – Ashley MacIsaac - 18 til I Die – Bryan Adams - Falling into You – Celine Dion                                                                              | [ 25 ] |
| 1998                               | Sarah McLachlan    | Surfacing                   | - Creature – Moist - Clumsy – Our Lady Peace - Kissing Rain – Roch Voisine - Come On Over – Shania Twain | [ 26 ] |

### Best Album (1999–2002)
| Jahr | Sieger            | Album                              | Nominierungen | Ref.   |
| ---- | ----------------- | ---------------------------------- | --- | ------ |
| 1999 | Celine Dion       | Let's Talk About Love              | - Happy? – Jann Arden - Grand parleur, petit faiseur – Kevin Parent - The Book of Secrets – Loreena McKennitt - Phantom Power – The Tragically Hip                                | [ 27 ] |
| 2000 | Alanis Morissette | Supposed Former Infatuation Junkie | - Tuesday's Child – Amanda Marshall - On a Day Like Today – Bryan Adams - These Are Special Times – Celine Dion - Hot Show – Prozzäk                                              | [ 28 ] |
| 2001 | Barenaked Ladies  | Maroon                             | - Beautiful Midnight – Matthew Good Band - Happiness…Is Not a Fish That You Can Catch – Our Lady Peace - No One Does It Better – soulDecision - Music @ Work – The Tragically Hip | [ 29 ] |
| 2002 | Diana Krall       | The Look of Love                   | - Whoa, Nelly! – Nelly Furtado - Silver Side Up – Nickelback - Spiritual Machines – Our Lady Peace - All Killer No Filler – Sum 41                                                | [ 30 ] |

### Album of the Year (seit 2003)
| Jahr | Sieger           | Album                     | Nominierungen | Ref.   |
| ---- | ---------------- | ------------------------- | --- | ------ |
| 2003 | Avril Lavigne    | Let Go                    | - A New Day Has Come – Celine Dion - Rêver mieux – Daniel Belanger - Gravity – Our Lady Peace - Up! – Shania Twain                                                                        | [ 31 ] |
| 2004 | Sam Roberts      | We Were Born in a Flame   | - One Heart – Celine Dion - Michael Bublé – Michael Bublé - Folklore – Nelly Furtado - Afterglow – Sarah McLachlan                                                                        | [ 32 ] |
| 2005 | Billy Talent     | Billy Talent              | - Under My Skin – Avril Lavigne - Miracle – Celine Dion - The Girl in the Other Room – Diana Krall - Still Not Getting Any – Simple Plan                                                  | [ 33 ] |
| 2006 | Michael Bublé    | It's Time                 | - Christmas Songs – Diana Krall - 219 Days – Kalan Porter - All the Right Reasons – Nickelback - Under the Lights – Rex Goudie                                                            | [ 34 ] |
| 2007 | Nelly Furtado    | Loose                     | - Billy Talent II – Billy Talent - I Think of You – Gregory Charles - Hedley – Hedley - One-X – Three Days Grace                                                                          | [ 35 ] |
| 2008 | Feist            | The Reminder              | - Anne Murray Duets: Friends & Legends – Anne Murray - The Best Damn Thing – Avril Lavigne - D'elles – Celine Dion - Taking Chances – Celine Dion - Call Me Irresponsible – Michael Bublé | [ 36 ] |
| 2009 | Nickelback       | Dark Horse                | - Famous Last Words – Hedley - Simple Plan – Simple Plan - 70s Volume 2 – Sylvain Cossette - Lost in the 80s – The Lost Fingers                                                           | [ 37 ] |
| 2010 | Michael Bublé    | Crazy Love                | - Billy Talent III – Billy Talent - Quiet Nights – Diana Krall - Dance with Me – Johnny Reid - My World – Justin Bieber                                                                   | [ 38 ] |
| 2011 | Arcade Fire      | The Suburbs               | - Thank Me Later – Drake - The Show Must Go – Hedley - A Place Called Love – Johnny Reid - My World 2.0 – Justin Bieber                                                                   | [ 39 ] |
| 2012 | Michael Bublé    | Christmas                 | - Goodbye Lullaby – Avril Lavigne - Take Care – Drake - Under the Mistletoe – Justin Bieber - Here and Now – Nickelback                                                                   | [ 40 ] |
| 2013 | Carly Rae Jepsen | Kiss                      | - Believe – Justin Bieber - Sans attendre – Céline Dion - Storms – Hedley - Ever After – Marianas Trench                                                                                  | [ 41 ] |
| 2014 | Arcade Fire      | Reflektor                 | - Loved Me Back to Life – Celine Dion - Nothing Was the Same – Drake - To Be Loved – Michael Bublé - Harmony – Serena Ryder                                                               | [ 42 ] |
| 2015 | Leonard Cohen    | Popular Problems          | - Where I Belong – Bobby Bazini - Wild Life – Hedley - No Fixed Address – Nickelback - Serge Fiori – Serge Fiori                                                                          | [ 43 ] |
| 2016 | The Weeknd       | Beauty Behind the Madness | - If You’re Reading This It’s Too Late – Drake - À Paradis City – Jean Leloup - Purpose – Justin Bieber - Handwritten – Shawn Mendes                                                      | [ 44 ] |
| 2017 | Leonard Cohen    | You Want It Darker        | - Starboy – The Weeknd - Illuminate – Shawn Mendes - Views – Drake - Encore un Soir – Céline Dion                                                                                         | [ 44 ] |
| 2018 | Arcade Fire      | Everything Now            | - Revival – Johnny Reid - Nobody But Me – Michael Bublé - Safe Haven – Ruth B - Now – Shania Twain                                                                                        | [ 44 ] |
| 2019 | Shawn Mendes     | Shawn Mendes              | - These Are the Days – Jann Arden - Darlène – Hubert Lenoir - My Dear Melancholy, – The Weeknd - Outsider – Three Days Grace                                                              |        |
| 2020 | Alessia Cara     | The Pains of Growing      | - Shine a Light – Bryan Adams - Love – Michael Bublé - Bad Habits – Nav - Inscape – Alexandra Stréliski                                                                                   | [ 45 ] |
| 2021 | The Weeknd       | After Hours               | - Changes – Justin Bieber - Thanks for the Dance – Leonard Cohen - Courage – Céline Dion - You – Ali Gatie                                                                                |        |
| 2022 | Charlotte Cardin | Phoenix                   | - Dangerous Levels of Introspection – JP Saxe - Justice – Justin Bieber - Wonder – Shawn Mendes - Too Young to Be Sad – Tate McRae                                                        |        |
| 2023 | The Weeknd       | Dawn FM                   | - Who Hurt You? – Ali Gatie - Love Sux – Avril Lavigne - I Used to Think I Could Fly – Tate McRae - Demons Protected by Angels – Nav                                                      |        |
| 2024 | Charlotte Cardin | 99 Nights                 | - Daniel Caesar – Never Enough - Lauren Spencer-Smith – Mirror - Alexandra Stréliski – Néo-Romance - Talk – Lord of the Flies & Birds & Bees                                              |        |
| 2025 | Tate McRae       | Think Later               | - Roxane Bruneau – Submergé - Elisapie – Inuktitut - Josh Ross – Complicated - Sukha – Undisputed                                                                                         |        |